# Надважкий танк

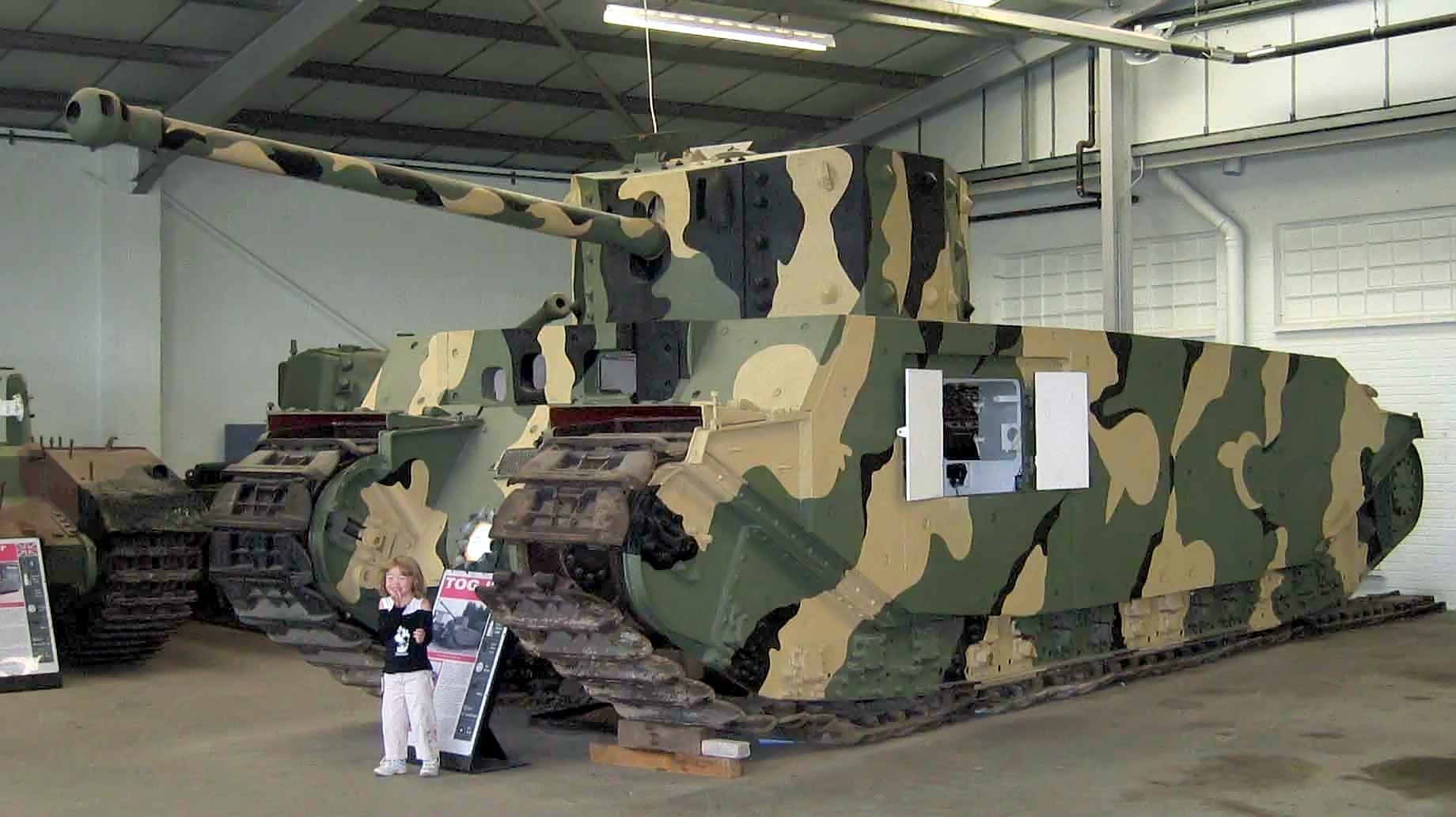
Британський танк TOG II (80 тон) у Танковому музеї, Бовінгтон

Надважкий танк — це будь-який танк, який значно перевищує стандартний для відповідного часу важкий танк за вагою і/або розміром.

## Історія
Кілька разів було ініційовано програми, метою яких було створення бойової техніки, яка була здатна проривати ворожі порядки без знищення; проте, було побудовано лише кілька зразків, але є мало доказів використання надважких танків у бою. Зразки було розроблено у Першій та Другій світових войнах, а також кілька зразків під час Холодної війни.

### Період Першої світової війни

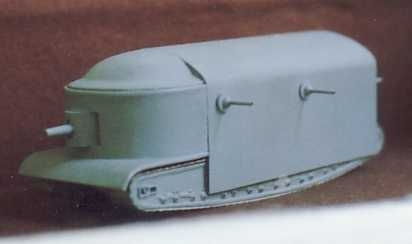
Модель "Летючого слона"

Перший надважкий танк розробив російський морський інженер Василь Менделєєв, який працював над проєктом з 1911 по 1915. Вважалося, що танк буде захищений від будь-яких тогочасних загроз, але проєкт так і залишився на папері через високу вартість витрат. Після розробки своїх перших зразків танків британці розробили "Летючого Слона", що як танк міг протистояти артилерійському вогню. Через те, що перевага надавалася мобільності, а не захисту, і вже створені танки мали успіх, проєкт було закрито. Німецький K-Wagen (Großkampfwagen) був дуже важким танком який міг нести 4 гармати і потребував екіпаж у 27. Два танки були у розробці коли війна закінчилася і їх зруйнували.
На початку 1920-х Франція створила 70-тонний танк Char 2C. Десять танків брали участь у боях під час французької кампанії у 1940.

### Період Другої світової війни
Під час Другої світової війни всі основні учасники представляли прототипи для спеціальних завдань. Адольф Гітлер був прихильником "зброї перемоги у війні" і підтримував такі проєкти як 188 тонний Maus та навіть більший 1000 тонний Landkreuzer P. 1000 Ratte та 1500 тонний Landkreuzer P. 1500 Monster. Британські та радянські побудовані зразки були схожі на Jagdtiger, а американським робочим зразком став відомий T95 Gun Carriage, який пізніше був замінений T28 Super Heavy Tank. Проте, більшість таких конструкцій не пройшли далі етапу прототипу і лише деякі з них були створені.

### Період Холодної війни
Ідея розробки надважких танків стала менш популярною після війни, не в останню чергу через появу ядерної зброї яка могла уражати через будь-яку броню. Покращення технологій бронювання дозволило великим танкам зберігати вагу у діапазоні до 65 тонн. Прикладом є Об'єкт 279 (Радянський Союз) та T30 Heavy Tank (США).

### Період після Холодної війни
Подальше покращення броньових технологій дало змогу наприкінці 20-го століття отримати танкову броню яка дорівнює понад метру катаної гомогенної броні (тип броні який використовували до цього, тепер використовується для порівняння різних конструкцій броні). У той же час розробка зброї дозволяє будь-якому рівному противнику знищити будь-яку ціль, яку можна виявити і відстежити широким спектром різних доступних датчиків. Сучасний розвиток зосереджено на створенні непомітності, створенні заходів пошуку та протидії системам озброєння противника.

## Перелік надважких танків
Велика Британія
- TOG1 — 80 тонн; побудований у 1940; розроблений для бойових дій схожих на ті, що були під час Першої світової; один прототип.
- TOG2 — 80 тонн покращена конструкція TOG1; один прототип.
- Flying Elephant — 100 тонн; проєкт часів Першої світової; не будувався.
- Важкий штурмовий танк Tortoise — 80 тонн, розроблений для атак укріплень. Побудовано 6 пробних машин.

Франція
- Char 2C — 69 тонн; технологія Першої світової війни; побудовано 10, на службі з 1921 по 1940; застарів під час Другої світової, 9 знищено, що їх не захопили і 1 залишився для показу у Берліні у якості трофею.
  - Char 2C bis — 72 тони; модифікований Char 2C з 155 мм гаубицею і іншою баштою; один Char 2C був перероблений у це варіант, але пізніше було повернуто початкову конфігурацію
- FCM F1 — 139 тонн; заміна часів Другої світової війни для Char 2C, для атаки укріплень. Було побудовано дерев'яний повнорозмірний макет, але до падіння Франції прототип побудовано не було(1940).
- ARL tracteur C — 145 тонн, розроблений ARL для атаки укріплень; було створено дерев'яний макет, але перевагу було надано FCM F1 який було визнано передовою конструкцією (розроблявся 1939—1940)
- AMX tracteur C — 140 тонн, розроблений AMX для атаки укріплень; проєкт було скасовано після того як AMX почав вибиватися з графіків (розроблявся 1939—1940)

Третій рейх
- Panzer VII Löwe — приблизно 95–100 тонн; скасовано на користь Maus.
- Panzer VIII Maus — 188 тонн, два прототипи. Обидва були захоплені радянською армією, один був частково зруйнований. Один можна зараз побачити у бронетанковому музеї у Кубінці.
- Panzerkampfwagen E-100 — 140 тон; один незакінчений корпус був захоплений британцями на заводі і пізніше був переданий на слом
- Panzer IX — Ідея Signal.
- Panzer X — Інша ідея Signal.
- Landkreuzer P. 1000 Ratte — 1,000 тон; скасовано, немає доказів про будівництво.

Японська імперія
- Серія O-I
  - «Super Heavy Tank» — 120 тон. Імовірно було розроблено один прототип у 1943.[3]
  - «Ultra Heavy Tank» — модифікація O-I Super Heavy Tank з чотирма баштами. Лише проєкт.

Радянський Союз
- T-42 (Танк Гротте або ТГ-V) — 100 тонн зі 107 мм гарматою і чотирма додатковими баштами. Було створено моделі та креслення [4]
- КВ-4 — проєкт 1941 року. Запропонований 90–100 тонний танк, з головною 107 мм гарматою та з 45 мм або 76 мм додатковими гарматами; було розглянуто різні моделі, було обрано варіант зі 107 мм основною та 76 мм додатковими гарматами.[5] Лише етап оцінювання.
- КВ-5 — інший танк серії КВ вагою 100 тон. Озброєний головною 107 мм гарматою у більшій, схожій на КВ-2, башті та з двома  12,7 мм кулеметними баштами (одна у передній частині корпусу, інша на даху основної башти); мав два дизелі В2 через відсутність двигунів потужністю 1200 к.с. Проєкт було зупинено через осаду Ленінграда, а пізніше було скасовано.

Російська Імперія
- Цар-танк — велика колісна гарматна платформа, створена у 1914. Проєкт було скасовано через відсутність достатньо потужного двигуна та вразливість до артилерії.

Німецька імперія
- K-Wagen — 120 метричних тон; два були майже закінчені перед закінченням Першої світової. Обидва були знищені.

США
- T28 Super Heavy Tank — Також відомий як T95 GMC, розроблений для атаки важких укріплень. 86,2 метричних тонни; 2 прототипи були побудовані після Другої світової війни; за схемою це самохідна артилерійська установка. Один можна побачити на виставці у Форті Беннінг, Джорджія.

### Бібліотека
- Zaloga, Steven J., James Grandsen (1984). Soviet Tanks and Combat Vehicles of World War Two, London: Arms and Armour Press. ISBN 0-85368-606-8.